# به ژاپنی (سرده)
بِه ژاپنی' (نام علمی: Chaenomeles) نام یک سرده از گیاهان گلدار است. نوعی درختچه برگریز است که در حدود ۳–۱ متر ارتفاع دارد. به ژاپنی این گیاه بُوکه (به ژاپنی: 瓜 boke) نامیده می‌شود.

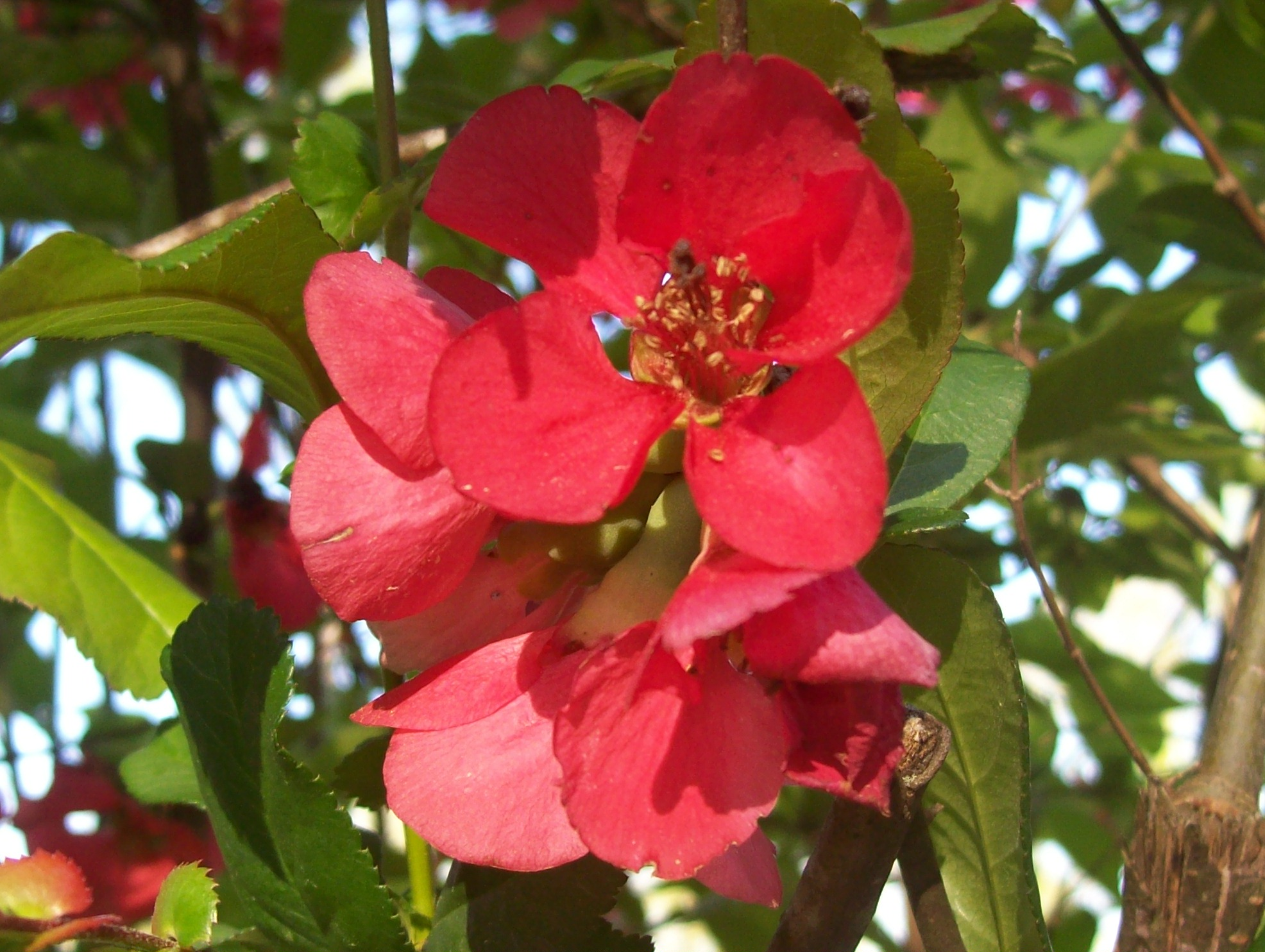
گل‌ها
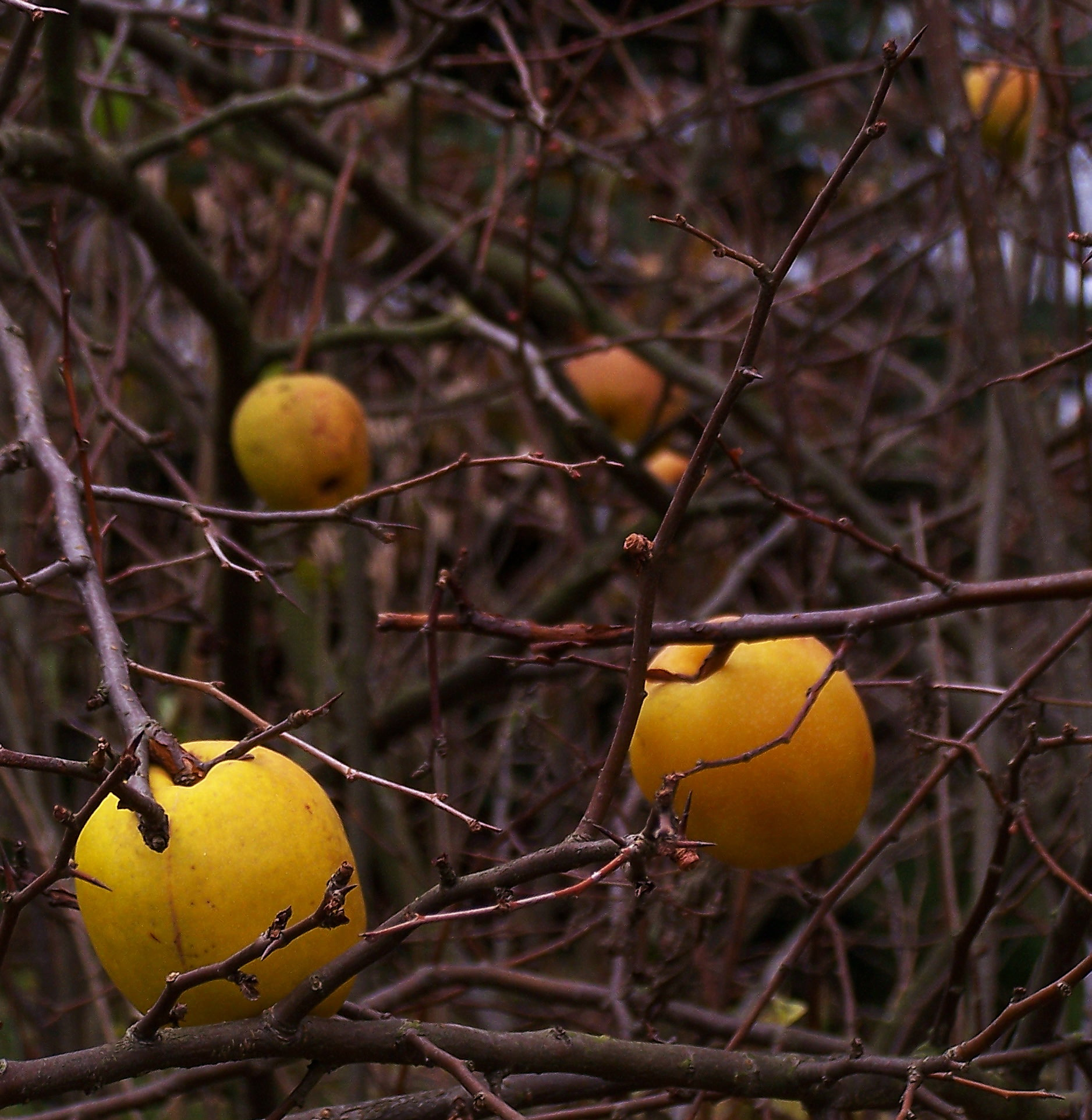
میوه

##### میوه
میوه به ژاپنی اکثرا ترش مزه است و بیشتر برای تهیه مربا ویا ترشی کاربرد دارد.

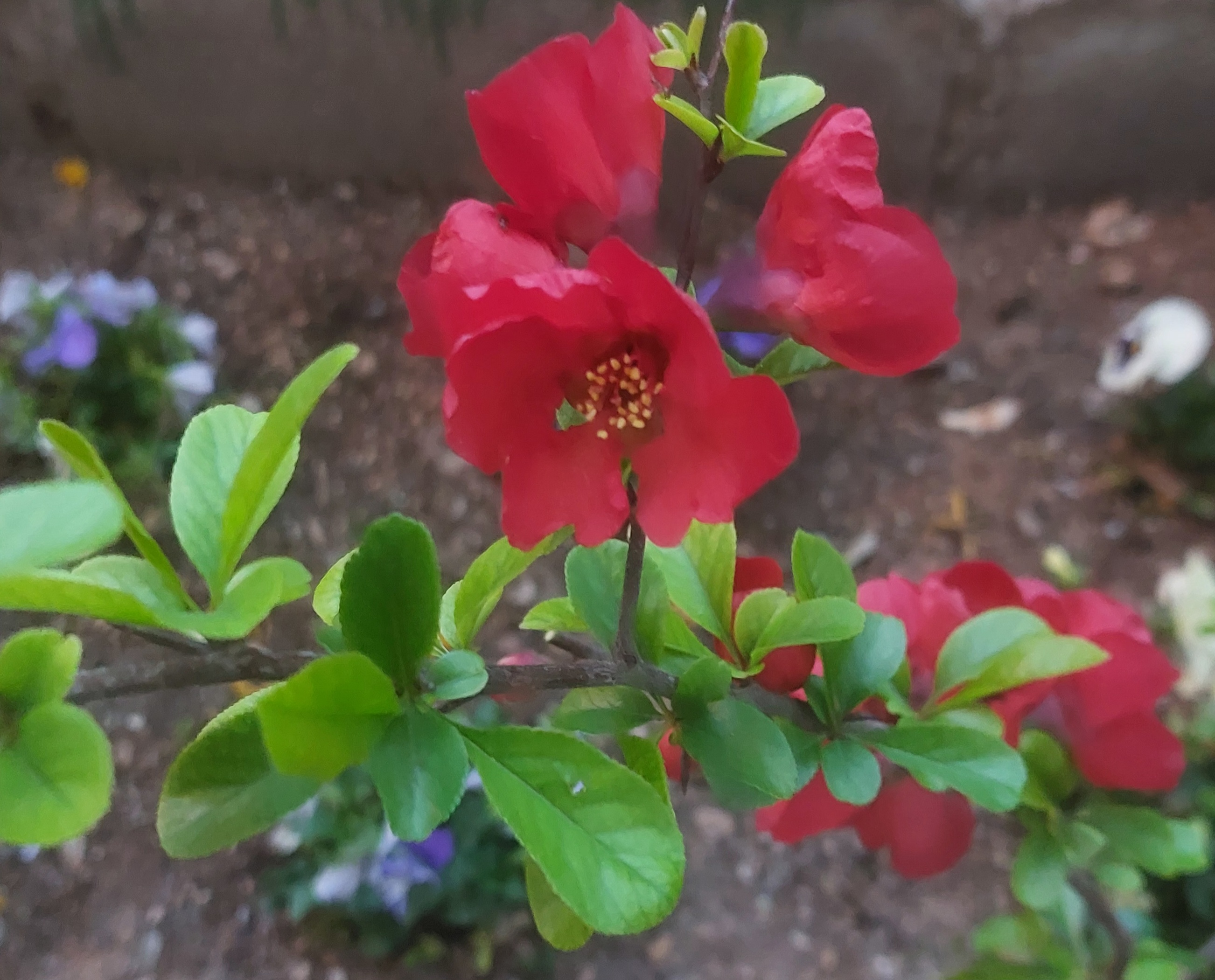
به ژاپنی